# Veronika Martinek
Veronika Martinek (* 3. April 1972 in Ústí nad Labem, Tschechoslowakei) ist eine ehemalige deutsche Tennisspielerin.

## Karriere
Veronika Martinek kam 1980 mit ihren Eltern und ihrem Bruder nach Deutschland. Sie begann ihre Profikarriere 1987 im Alter von 15 Jahren. Am 25. März 1991 erreichte sie mit Position 49 ihre beste Platzierung in der Einzel-Weltrangliste, während sie in der Doppelwertung am 12. September 1994 mit Platz 117 die höchste Einstufung verbuchte. Im April 1992 sorgte sie durch einen Sieg über Jennifer Capriati beim WTA-Turnier in Hilton Head Island für eine Überraschung. Bei den French Open gelang ihr 1995 mit dem Erreichen der dritten Runde ihr bestes Abschneiden bei einem Grand-Slam-Turnier. Auf der WTA Tour gewann sie je einen Einzel- und Doppeltitel.

## Turniersiege

### Einzel
| Nr. | Datum            | Turnier   | Kategorie  | Belag | Finalgegnerin | Ergebnis |
| --- | ---------------- | --------- | ---------- | ----- | ------------- | -------- |
| 1.  | 2. Dezember 1990 | São Paulo | WTA Tier V | Sand  | Donna Faber   | 6:2, 6:4 |

### Doppel
| Nr. | Datum            | Turnier  | Kategorie   | Belag | Partnerin   | Finalgegnerinnen                  | Ergebnis  |
| --- | ---------------- | -------- | ----------- | ----- | ----------- | --------------------------------- | --------- |
| 1.  | 31. Oktober 1993 | Curitiba | WTA Tier IV | Sand  | Sabine Hack | Claudia Chabalgoity Andrea Vieira | 6:2, 7:64 |